# Décoration du brassard de Bordeaux
La Décoration du brassard de Bordeaux est une décoration militaire française créée le 5 juin 1815 par le Duc d'Angoulême.

## Historique

### Origines

#### La situation au début de 1814
À l'issue de la dure guerre d'indépendance espagnole (1808-1814), l’armée française du maréchal Soult doit se replier au nord des Pyrénées. En octobre-novembre 1813, les forces britanniques, espagnoles et portugaises commandées par Arthur Wellesley, marquis de Wellington, forcent la ligne fortifiée de la Rhune et entrent sur le territoire français. Elles remportent la bataille de la Bidassoa le 7 octobre 1813, celle de la Nivelle le 10 novembre et celle de la Nive les 9-12 décembre. L'invasion du sud-ouest de la France (en) est le prolongement de la campagne de la péninsule. Du fait de ces évènements, les royalistes bordelais s'organisent en prévision de la chute prochaine du Premier Empire. Une garde royale clandestine placée sous les ordres du commissaire du roi en Guyenne, Taffart de Saint-Germain est alors créée. Elle se développe et compte en février 1814, douze compagnies d’une soixantaine d’hommes chacune, placée sous les ordres du commissaire du roi.
Le 1er février 1814, le duc d’Angoulême, neveu du Roi Louis XVIII, débarque en Espagne, à Saint-Sébastien, puis se rend à Saint-Jean de Luz auprès du duc de Wellington qui ne lui offre aucun soutient franc. Il vient pour représenter Louis XVIII dans les départements du sud de la France.

#### Bordeaux
Le 6 mars, Wellington décide d'envoyer des troupes à Bordeaux, mal défendue par la garnison du général L'Huillier, commandant la place mais dont l'effectif est trop faible pour soutenir un siège et qui a consigne de quitter la ville quand les troupes alliées seront à une journée de marche. Les royalistes poussent les autorités civiles et militaires impériales à quitter la ville en grossissant la menace anglaise. Le 12 mars 1814, Jean-Baptiste Lynch, maire de Bordeaux et les compagnies de la garde royale, accueillent Place Nansouty le général Beresford à la tête des troupes anglaises. Jean-Baptiste Lynch, ayant négocié secrètement avec les royalistes, proclame la restauration des Bourbon et fait hisser le drapeau blanc. Le duc d'Angoulême arrive à Bordeaux le même jour, accueilli par une garde d'honneur portant un mouchoir blanc noué autour du bras. C'est la première ville française à proclamer la déchéance de Napoléon. L'armée des Pyrénées se trouve ainsi avec les forces anglaises sur ses arrières.

### Le Brassard de Bordeaux
Les hommes de la garde royale reçurent en récompense de leurs services la Décoration du Lys, mais aussi, et en particulier pour ceux qui étaient présents en son sein avant et durant la journée du 12 mars,, une nouvelle distinction : le Brassard de Bordeaux, créé le 5 juin 1814, par le duc d’Angoulême et attribué, dès le 17 juillet, aux hommes de la garde royale à pied ainsi qu’aux volontaires royaux à cheval,.

### La médaille de la Décoration du Brassard de Bordeaux
Une délégation de volontaires royaux, reçue le 6 septembre 1814 par le roi, demande la création d’une décoration plus classique,. Le roi approuve cette requête et c’est ainsi qu'est créée, ce même jour, la Décoration du brassard de Bordeaux
La Décoration du brassard de Bordeaux a pu être appelé par certains auteurs Ordre du brassard de Bordeaux, et ce, en raison notamment du serment, ou plutôt de l’engagement sacré de soutenir et de défendre la cause du roi au prix de son sang et de sa vie, pris par les titulaires en acceptant cette décoration. Il n’en demeure pas moins que le brassard de Bordeaux n’a jamais été considéré officiellement comme un ordre, mais comme une décoration.
Lorsqu’à partir de 1824, la Décoration du brassard de Bordeaux est contrôlée par la Grande chancellerie de l’Ordre royal de la Légion d’honneur, les titulaires se voient demander de retourner leur brevet afin qu’il soit enregistré officiellement.

### Extinction
Sous Louis-Philippe Ier, l’ordonnance du Roi du 10 février 1831 abolit la Décoration du brassard de Bordeaux

## Modalités d'attribution
La Décoration du Brassard de Bordeaux a été attribuée :
- Aux volontaires royaux à pied bordelais.
- À la garde royale à cheval bordelaise.
- Aux particuliers ayant particulièrement œuvré pour la Restauration autour du 12 mars 1814 à Bordeaux.
- À certains volontaires royaux de Dordogne.

## Caractéristiques

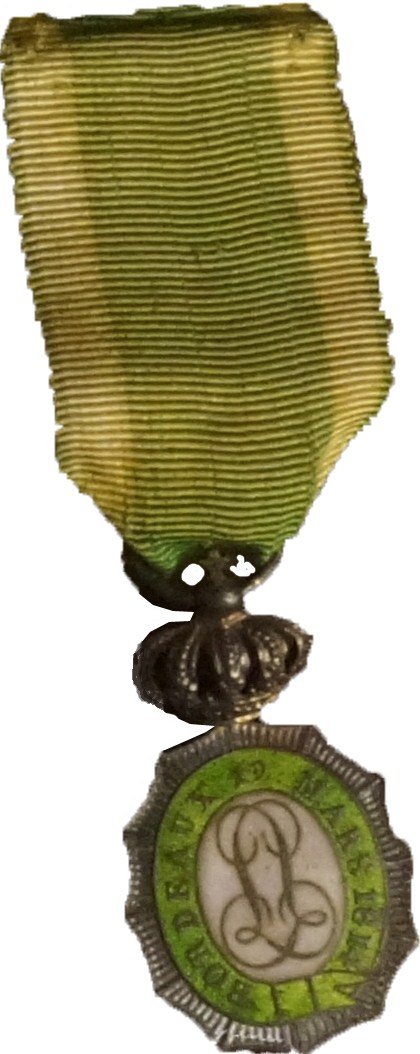
Version en médaillon

### Le Brassard

#### Brassard de la garde à pied
Brassard en forme de bandeau en soie blanche moirée de 6 cm de largeur, bordée par un liseré vert de 8 mm et terminée sur ses deux extrémités par des franges d’argent. Au centre du brassard, un écusson portait l’inscription  BORDEAUX 12 MARS 1814. Ce brassard, noué autour du bras gauche, a existé sous une seconde variante caractérisée par un écusson aux lettres, brodées en soie verte, plus grandes et des tombants plus longs aux extrémités bordées de torsades d’argent,,

#### Brassard de la garde à cheval
Brassard en forme de bandeau en soie blanche, brodé d'un soleil en cannetille d'or, le centre rond en argent émaillé : une jarretière verte bordée d'un filet d'or, portant l'inscription en lettres d'or : « BORDEAUX 12 MARS 1814 » et, au milieu, sur fond blanc, les deux : « L » entrelacés, également en fil de couleur or. Le brassard est lacé au bras par deux petits cordonnets de soie jaune, terminés chacun par un gland en cannetille d'or.

### Insigne
La Décoration du Brassard de Bordeaux prend la forme d'un médaillon ovoïde, double face, représentant un soleil aux rayons d'or brunis.
Sur l’avers : le centre portait en lettres d’or, le monogramme du roi Louis XVIII composé par deux « L » en opposition et entrelacés, sur un fond d’émail blanc. Ce motif central était entouré par une jarretière portant l’inscription en lettres d’or sur fond d’émail vert  BORDEAUX  12  MARS  1814.
Sur le revers : identique à l’avers. Le médaillon était surmonté par une couronne royale sommée d’un globe portant une petite fleur de lys.
Cet insigne fut réalisé en trois tailles différentes :
- Un modèle de taille standard ( grand module ), d’une hauteur totale, au coulant de la bélière, de 33 mm et d'une largeur de 21 mm ;

- Un modèle de taille moyenne ( moyen module ), d’une hauteur totale, au coulant de la bélière, de 29 mm et d'une largeur de 15 mm ;

- Un modèle de petite taille ( petit module ), d’une hauteur totale, au coulant de la bélière, de 25 mm et d'une largeur de 13 mm.

### Ruban
Le ruban de la décoration était aux couleurs du Brassard d’origine : vert avec sur chaque bord, une raie blanche de 4 mm et un liseré vert de 1 mm.

## Bénéficiaires

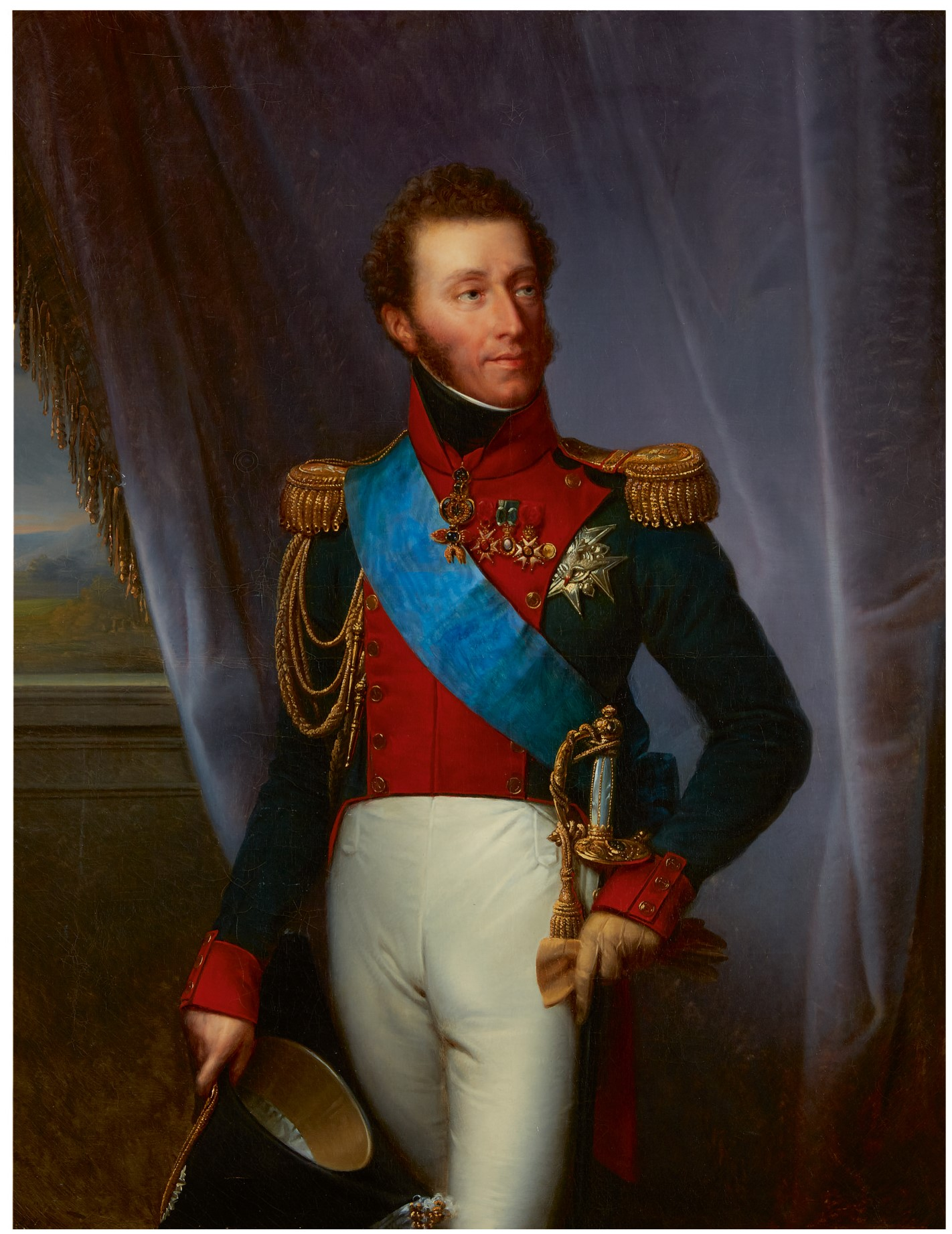
Louis-Antoine d'Artois Duc d'Angoulême puis Dauphin de France portant (entre autres) la Décoration du Brassard de Bordeaux

### Nombre de bénéficiaires
- Les gardes royaux à pied de Bordeaux (730 titulaires)
- Les volontaires royaux à cheval de Bordeaux (275 titulaires)
- Quatre hommes de la garde royale du Périgord et du Quercy, présents le 12 mars à Bordeaux
- Les officiers français du régiment des chasseurs britanniques
- Diverses personnalités de la ville de Bordeaux.

Les deux dernières catégories représentant une centaine de titulaires ; c’est donc au total un peu plus d’un millier de personnes qui reçurent la Décoration du brassard de Bordeaux.

### Bénéficiaires célèbres
- Louis Antoine d'Artois, Duc d'Angoulême puis Dauphin de France, porte la décoration sur la plupart de ses portraits.
- François Léon Boscal de Réals de Mornac
- Pierre-Henry de Brocas (1762-1824), qui avait reçu le 11 mars 1814 le duc d'Angoulème pour son entrée dans Bazas lors de son retour en France peu avant son entrée à Bordeaux.
- Antoine IX Héraclius-Agénor de Gramont, duc de Guiche, puis 9e duc de Gramont
- Augustin d'Arlot de Saint-Saud
- Antonin de Canolle
- Eugène de Canolle
- Étienne-Charles de Damas-Crux
- François de Gombault, chevalier, commandant des Volontaires royaux
- Maxime de Puységur
- Louis-François Trigant de Latour[14]
- Antoine-Nicolas de La Roche-Aymon
- Jean-Baptiste-Auguste Roger fils du fondateur de la maison Marie Brizard & Roger[15]
- Louis du Vergier de La Rochejaquelein

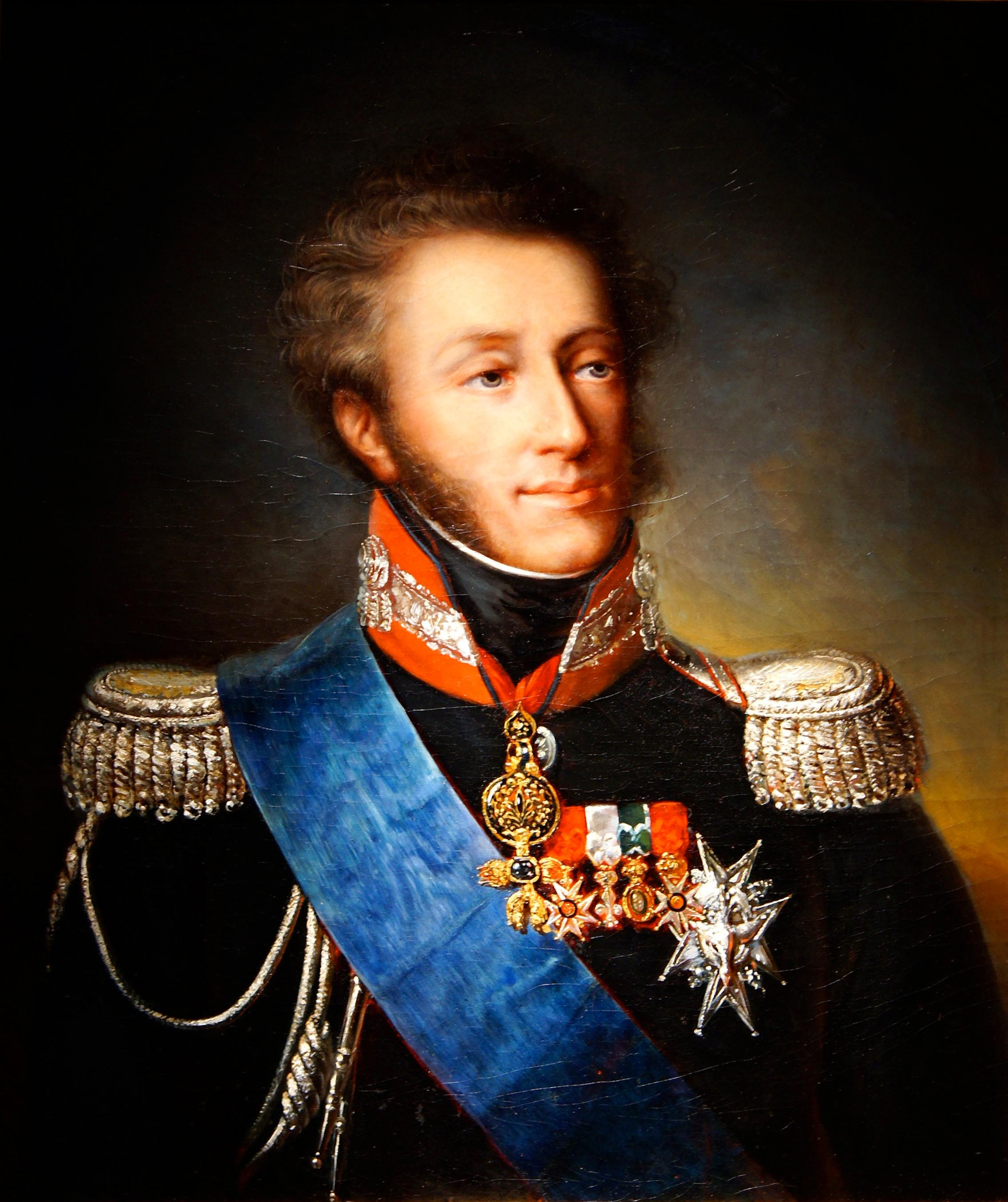
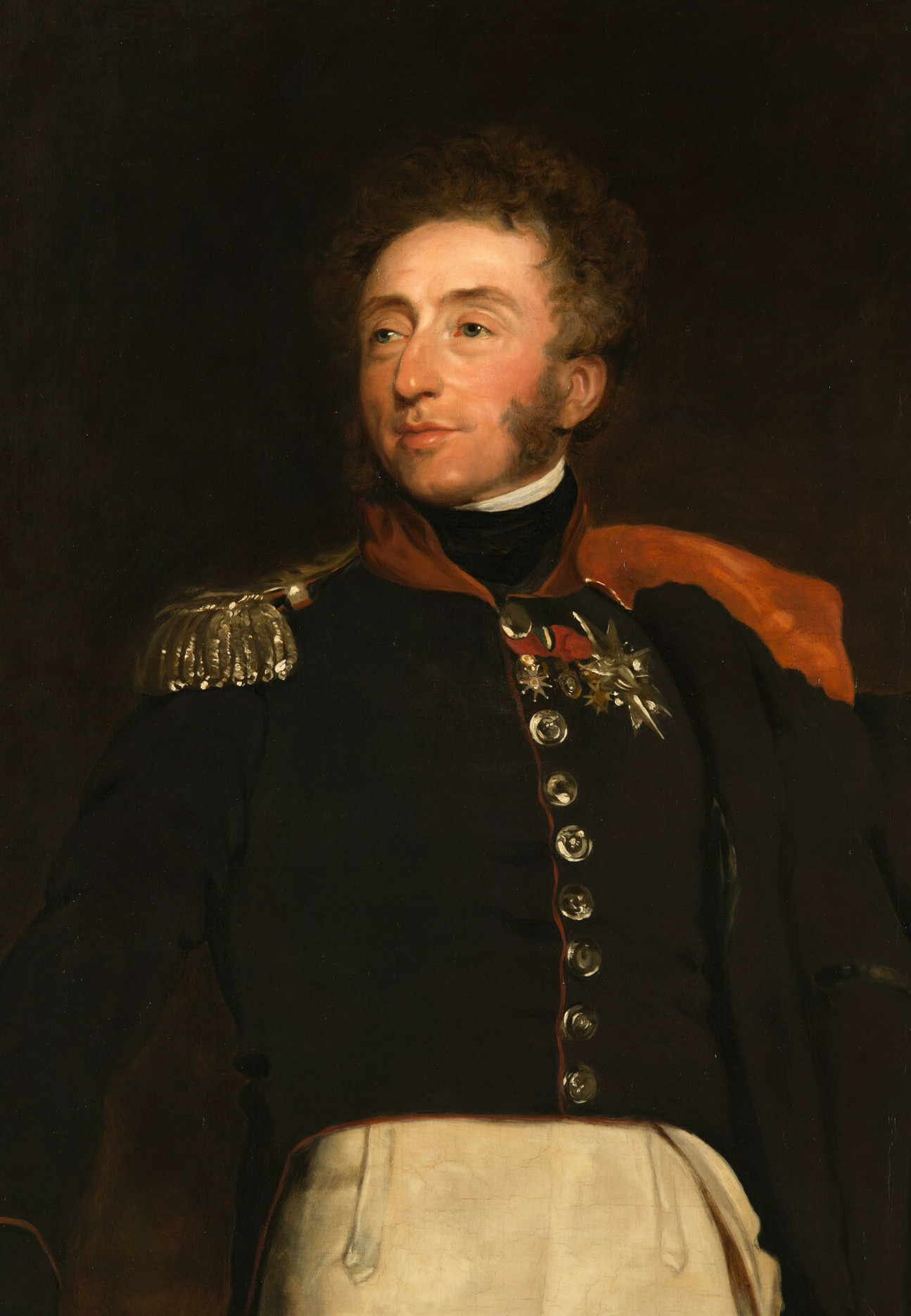
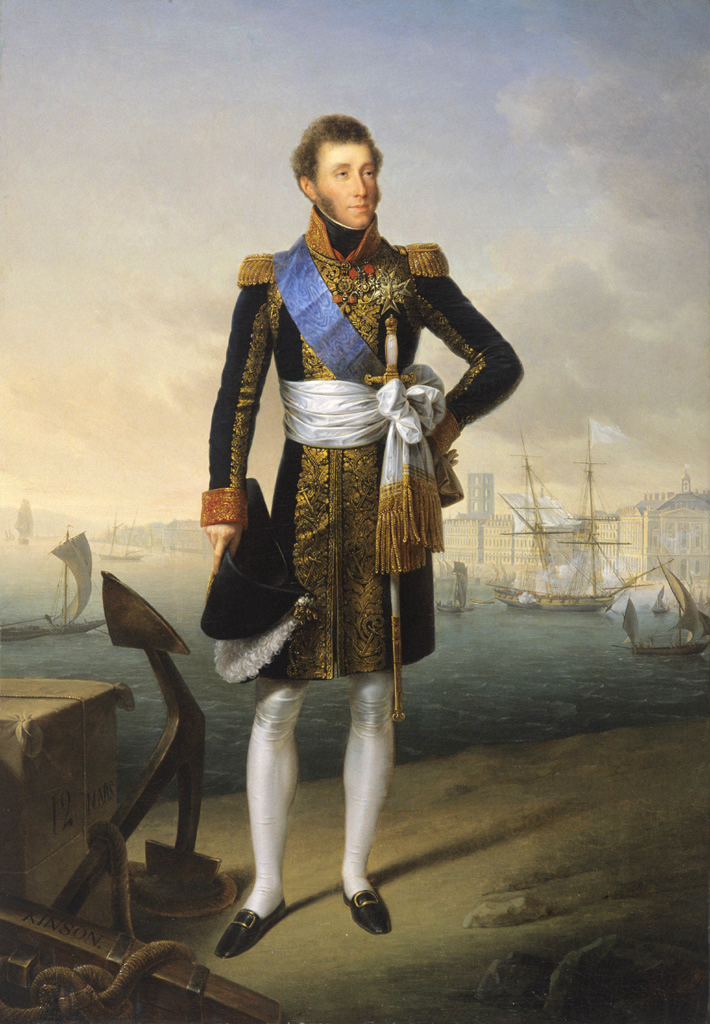
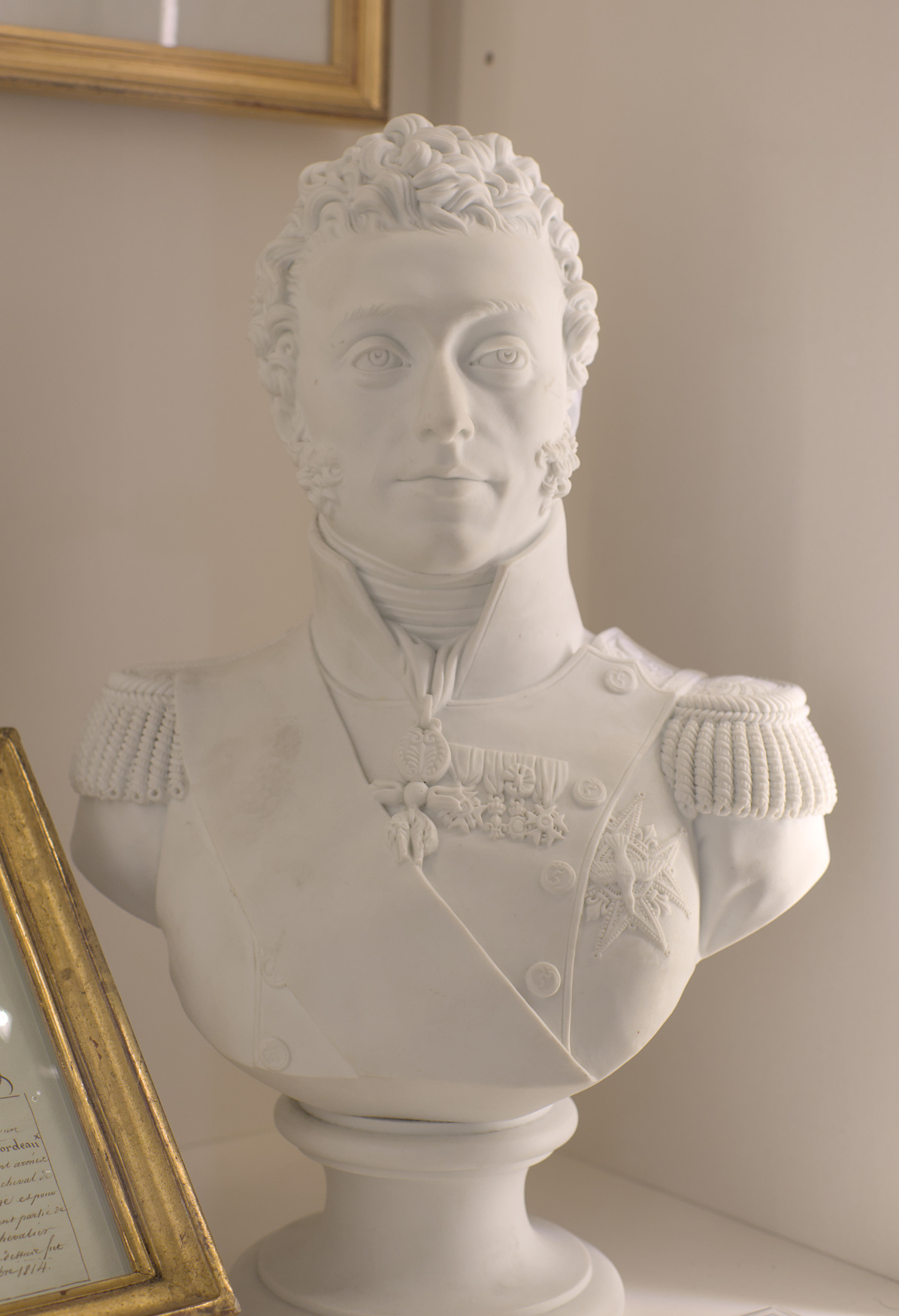
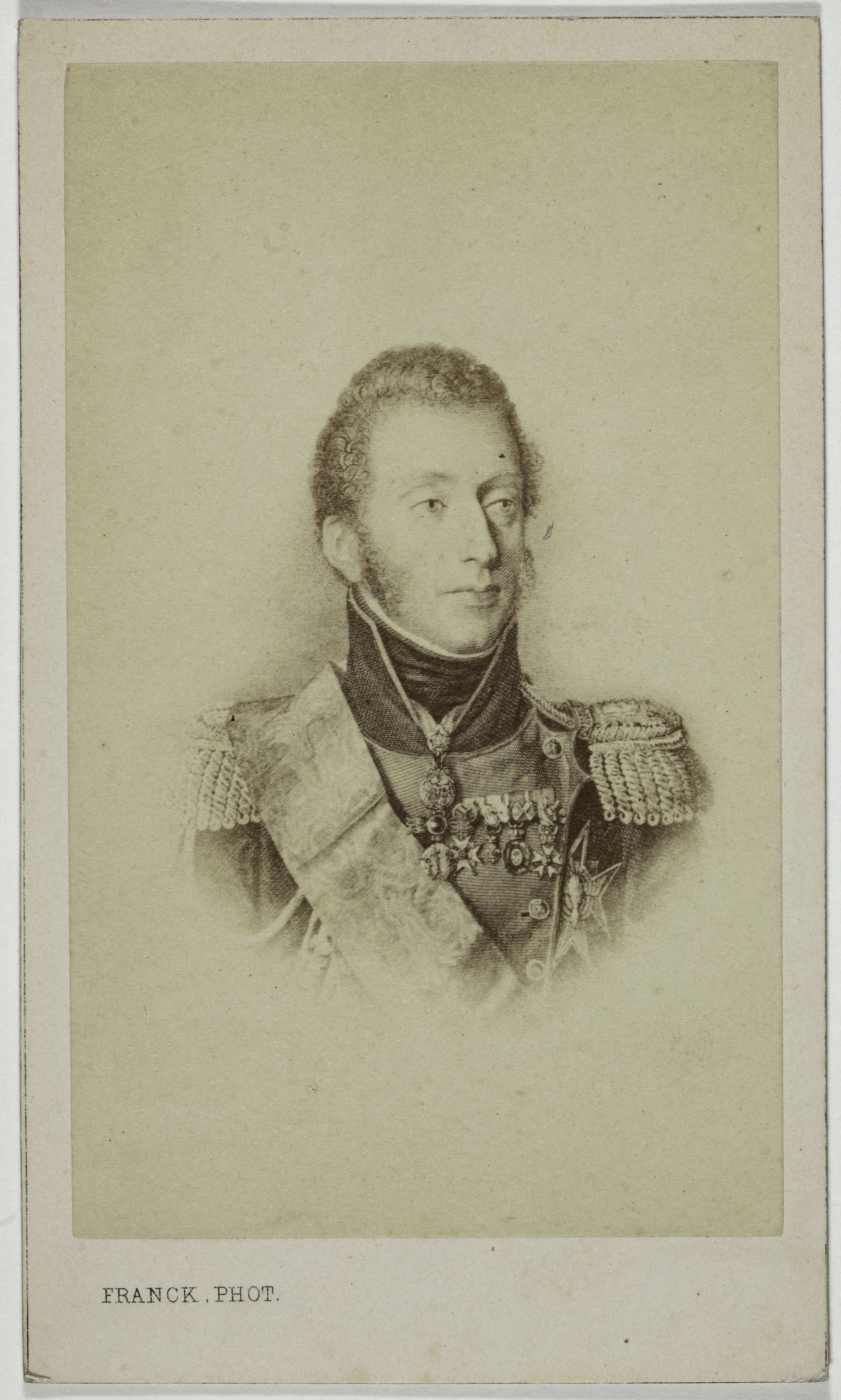
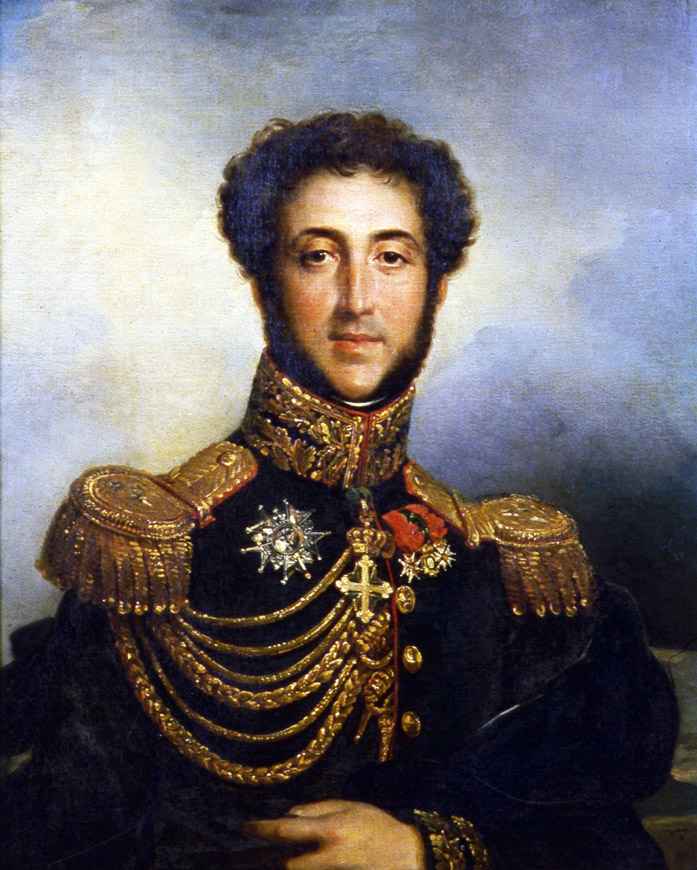
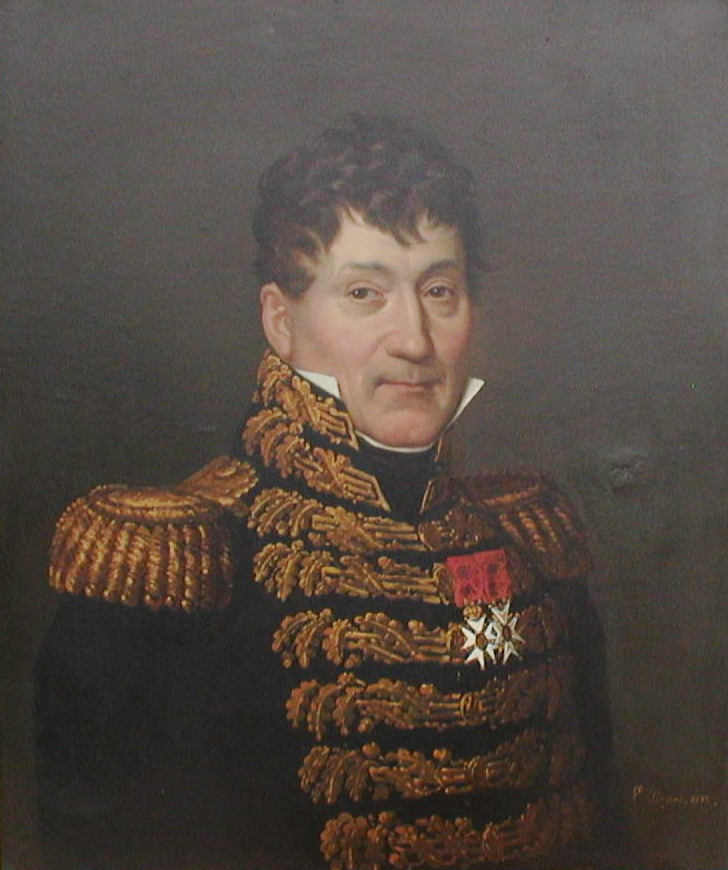
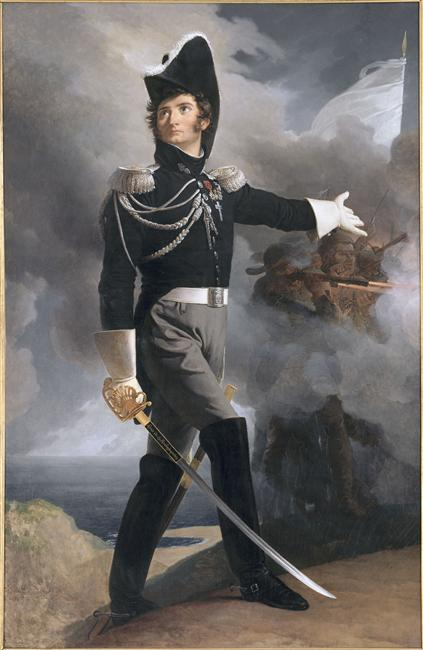
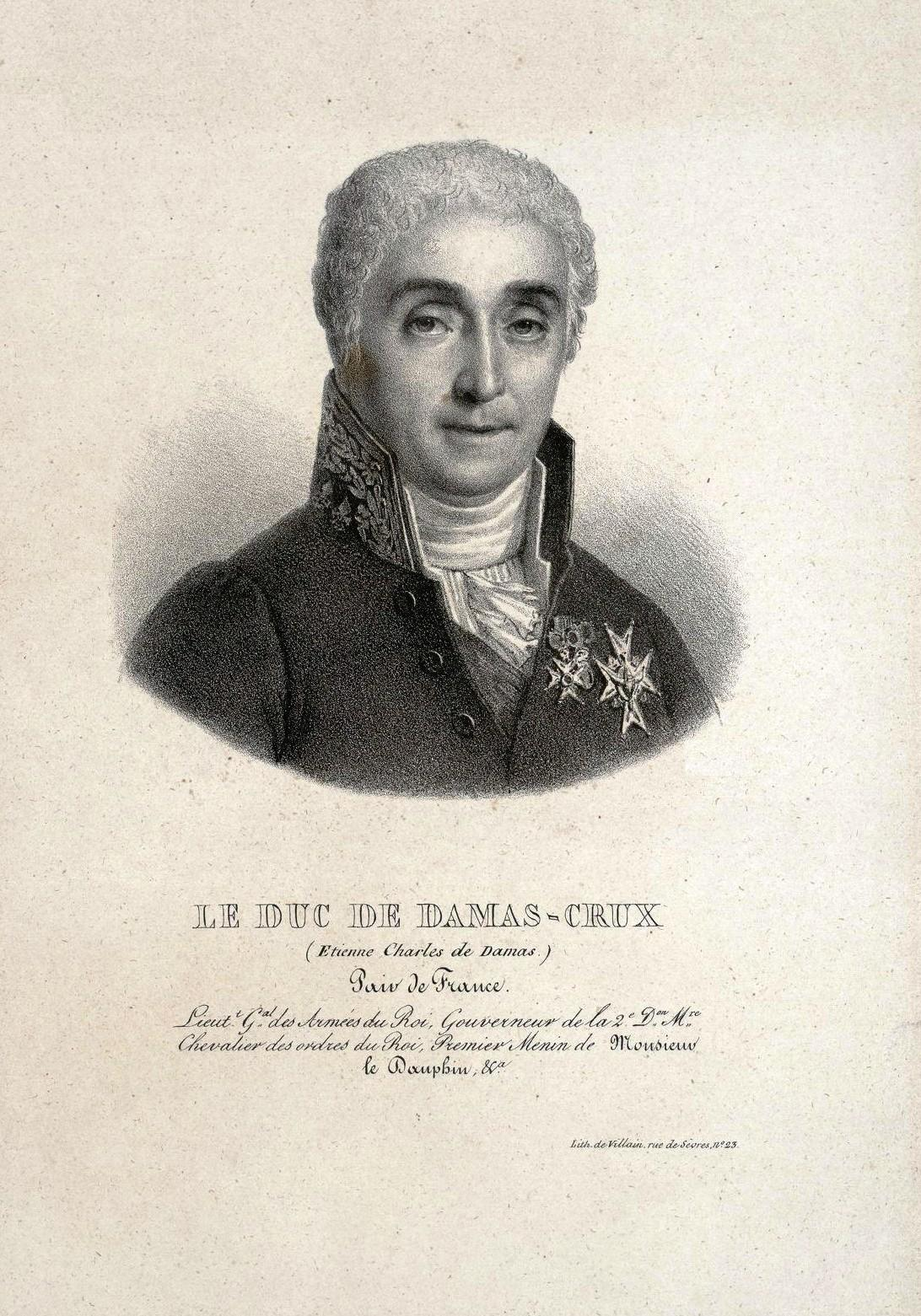

- Jacques-Sébastien Rollac
- Taffard de Saint-Germain